# Motiu BACH

El Motiu BACH.

En música, el motiu BACH és un criptograma musical format per la seqüència de notes si bemoll, la, do i si natural, que en la notació musical alemanya s'anomenen B, A, C, H.
Aquest motiu musical de quatre notes ha estat utilitzat per nombrosos compositors, com a homenatge a Johann Sebastian Bach. El primer exemple de la seva utilització és en una peça de Jan Pieterszoon Sweelinck, però també podria ser que utilitzés aquest motiu com a homenatge a un dels antecessors de Johann Sebastian, molts dels quals van ser també grans músics.
La possibilitat de poder lletrejar el cognom Bach d'aquesta forma, i, per tant, fer una melodia, és perquè en alemany B indica un si bemoll, mentre que la H significa si natural.
Bach va utilitzar aquest motiu com a subjecte d'una fuga a la part final de l’Art de la Fuga (Die Kunst der Fuge) (BWV 1080), una obra que no va arribar a acabar, ja que va morir el 1750. Apareix també a algunes de les altres peces, com ara al final de la quarta variació canònica de "Von Himmel Hoch", BWV 769. La seva aparició al penúltim compàs dels "Kleines harmonisches Labyrint", BWV 591, no és, tot i això, molt significatiu i l'obra podria ser un plagi (s'ha suggerit que l'autèntic autor podria ser Johann David Heinichen). Apareix també a la Passió segons Sant Mateu a la secció 63.b, on el cor canta Warlich, dieser ist Gottes Sohn gewesen (Aquest home era realment el mateix fill de Déu). En moltes peces, mentre aquestes notes exactament, B-A-C-H, no són tocades, una transposició d'aquest motiu és utilitzat (una seqüència de notes seguint els mateixos intervals: descendir una segona menor, ascendir una tercera menor i descendir una segona menor).
Existeix una fuga per teclat en fa major per un dels fills de Bach, probablement Johann Chistian Bach o bé Carl Philipp Emanuel Bach, en què apareix el motiu, però no va ser fins al segle xix, en què l'interès per l'obra de Bach va reviure i el motiu va tornar a ser utilitzat amb certa freqüència.
Des que Bach va utilitzar un motiu sonor basat en les inicials d'un nom (el seu), altres compositors l'han utilitzat com a recurs en fugues o d'altres obres contrapuntístiques complexes.

## Obres en què apareix el motiu BACH
- 1845 - Robert Schumann: Sis fugues per a orgue, pedal de piano o harmònium, Op. 60
- 1855 - Franz Liszt: Fantasie und Fuge über das Thema B-A-C-H, per a orgue (més tard arranjat per a piano)
- 1878 - Nikolai Rimski-Kórsakov: Variations on BACH, per a piano
- 1900 - Max Reger: Fantasia and Fugue on B-A-C-H per a orgue
- 1910 - Ferruccio Busoni: Fantasia contrappuntistica per a piano (primera versió; altres versions el 1912 i el 1922)
- 1911 - Carl Nielsen: Concert per a violí (op. 33/FS 61)
- 1932 - Arthur Honegger: Prélude, Arioso, Fughette per a piano (més tard arranjat per a orquestra de corda)
- 1932 - Francis Poulenc: Valse-improvisation sur le nom Bach per a piano
- 1937-38 - Anton Webern: Quartet de corda (les tonalitats estan basades en el motiu BACH)
- 1952 - Jean Coulthard: Variations on BACH per a piano
- 1952 - Luigi Dallapiccola: Quaderno musicale di Annalibera
- 1964 - Arvo Pärt: Collage over B-A-C-H per a cordes, oboè, clavicordi i piano
- 1974 - Rudolf Brucci: Metamorfosis B-A-C-H per a cordes
- 1976 - Milos Sokola: Passacaglia quasi Toccata on B-A-C-H per a orgue
- 1985 - Alfred Schnittke: Concerto Grosso No. 3
- Anys 1990 - Ron Nelson: Passacaglia (Homage on B-A-C-H) per a conjunt de vent

El motiu apareix, a més, a altres obres, com ara les Variacions per a Orquestra (1926-28) i el Quartet de Corda número 3 (1927), d'Arnold Schönberg, o la cadenza per al primer moviment del Concert per a Piano número 4 de Ludwig van Beethoven, per Johannes Brahms.
Fora de l'àmbit musical, el motiu cobra importància en l'argument d'alguns capítols del llibre guanyador del premi Pulitzer Gödel, Escher, Bach, de Douglas Hofstadter.